# Risskov Skole
Risskov Skole er en skole i Risskov, en forstad til Aarhus. Der har været en eller anden form for skole i Vejlby-Risskov-området siden midten af 1700-tallet. I 1858 indviedes Vejlby Skole (Nu Gammel Vejlby Kro) og i 1901 blev en ny skole indviet i Vejlby tæt ved. I begyndelsen af 1900-tallet voksede både Vejlby, stationsbyen (nu Stationsgade) og Vejlby Krat. Derfor besluttede man at bygge en helt ny skole på marken mellem feddet, Vejlby og stationen. Landsbyboerne ville have den nye skole placeret i landsbyen, hvor den jo plejede at ligge og fedboerne ville have den på feddet, så det blev et (i dag) indlysende fornuftigt kompromis, idet skolen placeredes lige midt imellem. Alle elever fik langt til skole – men lige langt vel at mærke. 
Skolen er tegnet af M.B. Fritz med Ulstrup Slot som forbillede og indvielsen fandt sted 8. april 1927.. I takt med at hele området blev bebygget efter 2. verdenskrig, voksede skolen og havde på et tidspunkt over 1200 elever. Skolen har to afdelinger: En undervisningsafdeling med 805 elever fordelt i 34 klasser og en skolefritidsafdeling med 270 børn fordelt på 13 grupper. Skolen har 3-4 spor fra børnehaveklasse til 9. klasse.
Risskov Skole er blevet renoveret mange gange i årenes løb, og sidst i 2005, hvor der er blevet bygget nyt pædagogisk servicecenter, et areal til storrumsundervisning, teater, forældremøder e.a. samt et fællesareal, som fortrinsvis benyttes af indskolingsklasser og grupper.
Risskov Skole har gennem årene deltaget i adskillige forsøgs- og udviklingsarbejder f.eks. matematik i udvikling, idræt i forandring, udvekslingsskoler med skoler i Letland, Tyskland og England. Desuden har børnehaveklasselederne og matematiklærerne deltaget i Comeniusprojekter, hvor der blev udvekslet ideer og pædagogiske tanker og tiltag med lande fra det øvrige Europa.
Under 2. verdenskrig var tyske soldater indkvarteret på Risskov Skole, og umiddelbart efter befrielsen gav skolen i nogle uger husly til menige fra en afdeling af Montgomerys ørkenrotter. I skolens festsal (i dag lærerværelse) afsløredes i 1959 som gave fra Ny Carlsbergfondet en vægdekoration, "Daggry", af maleren Mogens Zieler.